# Ball Corporation
Ball Corporation est une entreprise américaine d'emballage basée dans le Colorado. Elle est spécialisée dans l'emballage métallique comme les cannettes ou ceux des aérosols.
Ball Corporation se classait en 2023 au 54e rang mondial pour la production d'armement.

## Historique
En 2002, E.ON vend ses activités dans l'emballage via sa filiale Schmalbach Lubeca à Ball Corporation pour 1,2 milliard d'euros.
En février 2015, Ball acquiert l'entreprise britannique d'emballage Rexam pour 6,9 milliards de dollars. 
En avril 2016, Ardagh acquiert une vingtaine d'usines de Ball Corporation et de Rexam pour 3,4 milliards de dollars, à la suite de l'acquisition de Rexam par Ball Corporation, qui nécessite la vente de certains actifs pour satisfaire les autorités de la concurrence.
En août 2023, BAE Systems annonce l'acquisition pour 5,6 milliards de dollars de Ball Aerospace, qui appartenait à Ball Corporation.